# جوشوا أورتيغا
جوشوا أورتيغا (بالإنجليزية: Joshua Ortega)‏ (1974)؛ روائي أمريكي.